# Mohammed Hammadi
Mohammed Hammadi (ur. 13 lipca 1985) – paraolimpijski biegacz poruszający się na wózku pochodzący ze Zjednoczonych Emiratów Arabskich, dwukrotny olimpijczyk, chorąży reprezentacji narodowej na igrzyskach paraolimpijskich w Rio, trzykrotny medalista paraolimpijski, multimedalista mistrzostw świata niepełnosprawnych. 
Startuje na dystansach 100, 200, 400, 800 i 1500 metrów. 
Mieszka w Szardży, gdzie również trenuje. 

## Życiorys

### Klasa niepełnosprawności
Hammadi cierpi na porażenie mózgowe, przez co zmuszony jest poruszać się na wózku. Startuje w klasie T34.

### Początki
Zadebiutował w 2007 roku, startując w klubie Al Thiqah Klub. 

### Mistrzostwa świata
Trzykrotnie występował na mistrzostwach świata w lekkoatletyce niepełnosprawnych. Dwukrotnie zdobył złoto (W Chistchurch w 2011 roku), pięciokrotnie srebro (Christchurch w 2011, Lyon w 2013 i w Doha w 2015), oraz jeden brąz (w Doha w 2015 roku).

### Igrzyska paraolimpijskie
Był chorążym drużyny paraolimpijskiej na igrzyskach w Rio de Janeiro. Brał udział w igrzyskach w Londynie i Rio de Janeiro. Z Londynu przywiózł dwa medale: srebro (z dystansu 200 metrów) oraz brąz (z dystansu 100 metrów). W Rio zajął drugie miejsce w finale biegu na 800 metrów, uzyskując czas 1,40.24.

### Igrzyska azjatyckie
W 2014 roku na igrzyskach azjatyckich dla niepełnosprawnych zdobył dwa złote medale (na 100 metrów z czasem 15,99 i na 200 metrów, uzyskując czas 28,32).

### Rekordy (w klasie T34)
Należy do niego 5 rekordów: trzy Azji i dwa świata.
| Rekord        | Dystans | Czas     | Data       |
| ------------- | ------- | -------- | ---------- |
| Azji          | 800 m   | 1:51,41  | 05.12.2011 |
| Azji          | 1500 m  | 3:32,42  | 06.12.2011 |
| Azji i świata | 200 m   | 28,39    | 04.12.2011 |
| Świata        | 1500 m  | 3:32, 42 | 06.12.2011 |

## Źródła
- http://www.zimbio.com/Mohamed+Hammadi
- http://www.team-thomas.org/_erg11/records.pdf
- https://www.paralympic.org/asp/lib/theasp.asp?pageid=8937&sportid=513&personid=918816
- https://www.paralympic.org/sites/default/files/document/130805143217096_Final_ResultsBook_AT.pdf